# Rybokarty
Rybokarty [rɨbɔˈkartɨ] (tiếng Đức: Ribbekardt) là một ngôi làng thuộc khu hành chính của Gmina Gryfice, thuộc quận Gryfice, West Pomeranian Voivodeship, ở phía tây bắc Ba Lan. Nó nằm khoảng 8 kilômét (5 mi)  phía tây Gryfice và 65 km (40 mi) về phía đông bắc của thủ đô khu vực Szczecin.
Ngôi làng có dân số 158 người.
Tòa biệt thự, được xây dựng vào thế kỷ 16, ngày nay được sử dụng như một nhà khách tên là "Pałac Ptaszynka" (có nghĩa là "Cung điện chim nhỏ" trong tiếng Ba Lan). Trước năm 1637, khu vực này là một phần của Duchy of Pomerania. Đối với lịch sử của khu vực, xem Lịch sử của Pomerania.